# ヤマレコ
ヤマレコは、誰もが自由に、参加利用できる登山記録（山行記録）のデータベースの共有ウェブサイト及び株式会社である。

## コンセプト
「また山に行きたくなる。山の記録を楽しく共有できる。」を基本コンセプトに、登山者同士の連携と情報共有を目指している。

## 背景
ヤマレコは、もともと山岳会「カモの会」の山行記録（登山の行動記録）を、インターネットに公開するために作り始めたシステム。これが発展して、個人でもグループでも誰もが、利用できる山行記録の共有ウェブサイトとなっている。株式会社ヤマレコが運営しており、適宜システムが改良・更新が頻繁に行われている。

ヤマレコは「山のrecord（記録）」にちなんで命名された。

## 沿革
- 2005年10月30日 - ウェブサイトが開設された。
- 2007年6月20日 - Yahoo! JAPAN WEB API コンテストに、このサイトが検索・地図情報・その他API部門のグランプリに選ばれた。[2]
- 2008年11月7日 - 信濃毎日新聞社の信毎ホームページ大賞2008の特別賞に選ばれた。[3]
- 2009年8月11日 - 携帯サイトが、開設された。
- 2013年5月24日 - Androidアプリ「ヤマメモ」リリース[4]
- 2013年7月2日 - 株式会社ヤマレコ創業[5]。
- 2013年7月15日 - iPad＆iPhone用ビューアーをリリース[6]

## 利用状況

### 登録ユーザー及び共有データベースの総数の推移
| 日付          | ユーザー数 （人） | 山岳会などの グループ数 | 累積登録山行記録 総数（件） | 累積登録写真 総枚数（枚数） | 日記登録総数 （件） |
| ------------- | ----------------- | ----------------------- | --------------------------- | --------------------------- | ------------------- |
| 2010年5月23日 | 7,349             | 224                     | 46,037                      | 554,061                     | 7,719               |
| 2010年7月25日 | 8,486             | 不明                    | 52,686                      | 662,933                     | 9,611               |
| 2011年2月8日  | 13,016            | 327                     | 77,785                      | 1,121,941                   | 15,154              |
| 2013年11月8日 | 68,928            | 840                     | 326,316                     | 7,474,196                   |                     |

### 新規登録データ数の平均値
2010年度の一日当たりの新規登録データ数の平均値は、以下である。
- 山行記録登録数 105件
- 写真登録枚数 1,759枚
- 日記登録数 27件
- 新規登録ユーザ数は、公開されていない。最新のユーザー総数のみ公開されている。

## ウェブサイトの主な機能
- ユーザー登録の有無にかかわらず、一部を除き、すべての山行記録データなどの情報を検索・閲覧できる。
- ユーザー登録して、ログインしたユーザーは、山行記録等のデータを登録することができる。

### 山行記録検索
山の名前やジャンルなどから適当に条件設定を行うと、約33万件（2013年11月現在）の記録の中から、自分にあった山行記録が検索できる。

### 山行計画管理
山に行くための計画書作成から提出までを、システムがサポートを行う。

### 山行記録データ登録
各ユーザーが、山行記録（内容：写真、行程、GPSデータ、感想など）を、編集登録できる。登録した山行記録に関して、他のユーザとコメント交換ができる。2011年1月にGoogle Earthを使用した3D再生機能が付加されて、登録したGPSデータに沿ったバーチャル登山体験ができるようになった。

### 全山行記録データの地図表示
各ユーザの登録した全山行記録のルートが、一枚の地図上で確認できる。

### 日記・ブログ
登録ユーザは、日記・ブログを書いて公開できる。それらに関するコメントのやり取りで、登山関連の情報交換ができる。

### コミュニティー
mixiに似たコミュニティーの機能があり、ユーザーは、コミュニティの作成・参加ができる。

### ホームページ
ホームページ機能を有して、上記の情報を、システムが自動的に、各ユーザーのホームページにまとめあげる。

### 地名Wiki（山のデータ）
Yahoo! JAPANの地図、国土地理院の2万5千分の一の地形図データベース及びフリー百科事典『ウィキペディア（Wikipedia）』と連動し、検索したい山の詳細な情報が入手できる。

### 写真ギャリラリー
ユーザーが撮った山の写真を、登録されている山のデータのギャラリーに登録できる。登録したユーザーは、この写真ギャラリーを閲覧できる。

### 日本百名山検索
日本百名山の山行記録が、整理されていて、検索したい山ごとに、情報が閲覧できる。
また日本二百名山、日本三百名山、花の百名山、新・花の百名山の情報も項目ごとに、整理されている。

### 山の本
山や登山に関する本、雑誌、DVDがカテゴリーごとに登録されている。各ユーザーが紹介文と共に、お勧めの本を登録することができる。Amazon.co.jpと連携し、本などの詳細情報が入手でき、購入の手助けとなっている。

### メールマガジン
メールマガジンの自動配信機能があり、週に一度、最新のヤマレコ（本サイト）の情報や山行記録の週間アクセスランキングなどの情報が入手できる。

## メディア記事
- 『PEAKS』2010年6月号が、「やまネット」のコーナーで、山登りに役立つウェブサイトの一例として掲載した。[7]
- 『朝日新聞』2010年5月17日夕刊が、登山女子ひとりの楽しみのトピックスで、このウェブサイトの女一人登山のコミュニティーの記事を掲載した。
- 『山と溪谷』2011年1月号の「山でも浸透するネットの活用」の節で、SNSの中で登山に特化した1日の閲覧利用者が約1万人であるウェブサイトの一例として紹介された[8]。また付録の『2011山の便利帳』で、登山に便利なウェブサイトのその他の項目の一例として記載された[9]。

## 注意事項・問題点
- 山行記録を登録するための必須入力項目が、少ないため、閲覧するには不十分な情報量の山行記録が登録されている場合がある。これは、誰もが簡単に登録できるというシステムのデメリットとなっている。
- ユーザーが山の地域設定を間違った地域に設定する場合がある。例として、富士山の山行記録を静岡県の東海エリアに登録してしまうと、登録すべき甲信越-富士・御坂の山域では、この山行記録が検索できないことになる。
- ユーザーが無許可で違法ルートを紹介し、地権者や関係者とトラブルの原因になっている。